# Benthosema
Benthosema is een geslacht van straalvinnige vissen uit de familie van de lantaarnvissen (Myctophidae). De wetenschappelijke naam van het geslacht werd in 1896 voorgesteld door Goode & Bean.

## Soorten
- Benthosema fibulatum Gilbert & Cramer, 1897
- Benthosema glaciale Reinhardt, 1837
- Benthosema panamense Tåning, 1932
- Benthosema pterotum Alcock, 1890
- Benthosema suborbitale Gilbert, 1913